# Halimeda
Halimeda je rod zelenih algi iz reda Bryopsidales, smješten u vlastitu porodicu Halimedaceae. Nastanjuje razna morska područja do dubine 150 metara; od pjeskovitog dna do stjenovitih grebena.

## Izgled
Talus je sastavljen od spljoštenih struktura nalik na listove. Svaki od tih "listova" je naslaga kalcijeva karbonata obložena protoplazmom, te je povezan s ostalim "listovima" tankim nitima, dajući algi fleksibilnost. Halimeda je zbog kalcijeva karbonata nejestiva, i tako zaštićena od biljoždera.
Kao i mnogi organizmi iz svog reda, Halimeda je sastavljena od jedne multinuklearne stanice. Cijela livada morskog dna može biti sastavljena od jedne jednostanične alge povezane tankim nitima.

## Vrste
1. Halimeda bikinensis W.R.Taylor
2. Halimeda borneensis W.R.Taylor
3. Halimeda cereidesmis Kraft
4. Halimeda copiosa Goreau & E.A.Graham
5. Halimeda cryptica Colinvaux & E.A.Graham
6. Halimeda cuneata Hering
7. Halimeda cylindracea Decaisne
8. Halimeda discoidea Decaisne
9. Halimeda distorta (Yamada) Hillis-Colinvaux
10. Halimeda favulosa M.Howe
11. Halimeda floridiana O.N.Dragastan, D.S.Littler, & Littler
12. Halimeda fragilis W.R.Taylor
13. Halimeda gigas W.R.Taylor
14. Halimeda goreaui W.R.Taylor
15. Halimeda gracilis Harvey ex J.Agardh
16. Halimeda heteromorpha N'Yeurt
17. Halimeda howensis Kraft & J.M.Noble
18. Halimeda hummii D.L.Ballantine
19. Halimeda incrassata (J.Ellis) J.V.Lamouroux
20. Halimeda jolyana Ximenes, Bandeira-Pedrosa, Cassano, Oliveira-Carvalho, Verbruggen & S.M.B.Pereira
21. Halimeda kanaloana Vroom
22. Halimeda lacrimosa M.Howe
23. Halimeda lacunalis W.R.Taylor
24. Halimeda macroloba Decaisne
25. Halimeda macrophysa Askenasy
26. Halimeda magnicuneata Verbruggen & Dumilag
27. Halimeda magnidisca J.M.Noble
28. Halimeda melanesica Valet
29. Halimeda micronesica Yamada
30. Halimeda minima (W.R.Taylor) Hillis-Colinvaux
31. Halimeda monile (J.Ellis & Solander) J.V.Lamouroux
32. Halimeda nervata Zanardini
33. Halimeda opuntia (Linnaeus) J.V.Lamouroux
34. Halimeda papyracea Zanardini
35. Halimeda pumila Verbruggen, D.S.Littler & Littler
36. Halimeda pygmaea Verbruggen, D.S.Littler & Littler
37. Halimeda rectangularis J.Agardh
38. Halimeda renschii Hauck
39. Halimeda ryukyuensis Kojima, Hanyuda & Kawai
40. Halimeda scabra M.Howe
41. Halimeda sertolara (Bertoloni) Zanardini
42. Halimeda simulans M.Howe
43. Halimeda soniae Ximenes, Oliveira-Carvalho, M.E. Bandeira-Pedrosa & Cassano
44. Halimeda stuposa W.R.Taylor
45. Halimeda taenicola W.R.Taylor
46. Halimeda tuna (J.Ellis & Solander) J.V.Lamouroux - tip
47. Halimeda velasquezii W.R.Taylor
48. Halimeda versatilis J.Agardh
49. Halimeda xishaensis C.K.Tseng & M.L.Dong

## Vanjske poveznice
- Youtube - Halimeda copiosa